# 騎手会所属騎手
騎手会所属騎手（きしゅかいしょぞくきしゅ）とは、2012年4月1日に地方競馬・南関東地区に導入された騎手会所属騎手制度によって、厩舎無所属で騎乗できるようになった中央競馬のフリー騎手に準ずる騎手のこと。中央競馬のフリー騎手は美浦または栗東トレーニングセンターに所属する形だが、騎手会所属騎手は大井、川崎、船橋および浦和競馬場の騎手会に所属する形をとる。
さらに2022年4月1日から兵庫県競馬組合（園田・西脇）でも同制度が導入された。なお南関東とは要件が一部異なる（後述）。

## 騎手会所属騎手一覧

### 東京都騎手会（大井）所属

#### 現役
- 和田譲治（嶋田幸晴厩舎 → 2012年10月21日付で東京都騎手会所属）[3]
- 達城龍次（松浦備厩舎 → 2012年12月27日付で東京都騎手会所属）[4]
- 矢野貴之（森下淳平厩舎 → 2012年12月27日付で東京都騎手会所属）[4]
- 石川駿介（鈴木啓之厩舎 → 2015年1月19日付で東京都騎手会所属）[5]
- 千田洋（佐々木忠昭厩舎 → 2015年3月16日付で東京都騎手会所属）[6]
- 東原悠善（鈴木啓之厩舎 → 2020年5月4日付で東京都騎手会所属）[7]
- 江里口裕輝（小野寺晋廣厩舎 → 2020年12月7日付で東京都騎手会所属）[8]
- 西啓太（橋本和馬厩舎 → 2021年7月12日付で東京都騎手会所属）[9]
- 高野誠毅（佐野謙二厩舎 → 2022年8月4日付で東京都騎手会所属）[10]
- 横川伶央（的場直之厩舎 → 2023年1月1日付で東京都騎手会所属）[11]
- 御神本訓史（三坂盛雄厩舎 → 2023年4月1日付で東京都騎手会所属）[12]
- 仲原大生（米田英世厩舎 → 2025年3月1日付で東京都騎手会所属）[13]

#### 引退
- 吉井竜一（飯野文明厩舎 → 2015年6月22日付で東京都騎手会所属）[14] ※2018年3月31日付で引退。翌4月1日付で調教師に転身[15]。
- 坂井英光（栗田裕光厩舎 → 2018年5月21日付で東京都騎手会所属）[16] ※2019年11月30日付で引退、翌12月1日付で調教師に転身[17]。
- 楢崎功祐（三坂盛雄厩舎 → 2016年1月11日付で東京都騎手会所属）[18]※2020年12月31日付で引退[19]。
- 小林拓未（鈴木啓之厩舎 → 2018年9月18日付で東京都騎手会所属）[20]※2021年3月12日付で引退[21]。
- 早田秀治（石田貞雄厩舎 → 2013年10月28日付で東京都騎手会所属）[22] ※2022年3月31日付で引退[23]。
- 早田功駿（中村護厩舎 → 2016年4月1日付で東京都騎手会所属）[24] ※2022年5月31日付で引退[25]。
- 山﨑良（朝倉実厩舎 → 2017年3月6日付で東京都騎手会所属）[26] ※2019年1月21日付で橋本和馬厩舎所属に再変更の後[27]、2022年12月31日付で引退[28]。
- 真島大輔（中村譲厩舎 → 2012年5月7日付で東京都騎手会所属）[29] ※2023年3月31日付で引退、翌4月1日付で調教師に転身[30]。
- 柏木健宏（柏木一夫厩舎 → 2013年11月4日付で東京都騎手会所属）[31] ※2023年3月31日付で引退[32]。
- 的場文男（庄子連兵厩舎 → 2012年11月25日付で東京都騎手会所属）[33] ※2025年3月31日付で引退[34]。

### 千葉県騎手会（船橋）所属

#### 現役
- 本田正重（渋谷信隆厩舎 → 2015年6月1日付で千葉県騎手会所属）[35]
- 川島正太郎（川島正一厩舎 → 2016年1月18日付で千葉県騎手会所属）[36]
- 濱田達也（坂本昇厩舎 → 2018年4月30日付で千葉県騎手会所属）[37]
- 張田昂（矢野義幸厩舎 → 2018年7月9日付で千葉県騎手会所属）[38]
- 笠野雄大（松代眞厩舎[注釈 1]→2018年12月10日付で千葉県騎手会所属）[39]
- 山中悠希（稲益貴弘厩舎 → 2019年9月23日付で千葉県騎手会所属）[40]
- 山本聡紀（米谷康秀厩舎[注釈 2] → 2020年6月1日付で千葉県騎手会所属）[41]
- 實川純一（佐々木功厩舎 → 2020年7月28日付で千葉県騎手会所属）[42]
- 岡村健司（伊藤滋規厩舎 → 2021年6月14日付で千葉県騎手会所属）[43]
- 西村栄喜（波多野健厩舎 → 2021年7月12日付で千葉県騎手会所属）[44]
- 澤田龍哉（坂本昇厩舎 → 2023年4月24日付で千葉県騎手会所属）[45]
- 庄司大輔（出川龍一厩舎 → 2012年6月1日付で千葉県騎手会所属[46]→2020年8月12日付で張田京厩舎所属に再変更[47]→2023年7月10日付で千葉県騎手会所属に再々変更）[48]

#### 厩舎所属に再変更
- 高橋利幸（川島正一厩舎[注釈 3] → 2014年10月11日付で千葉県騎手会所属）[49] ※2022年4月1日付で新井清重厩舎所属に再変更[50]。

#### 引退
- 江川伸幸（川島正一厩舎[注釈 3] → 2014年10月11日付で千葉県騎手会所属）[49] ※2018年2月9日付で引退[51]。地方競馬全国協会職員に転身[52]。
- 林幻（渡邊薫厩舎 → 2016年9月21日付で千葉県騎手会所属）[53] ※2018年3月31日付で引退。翌4月1日付で調教師に転身[15]。
- 石崎隆之（出川龍一厩舎 → 2012年6月1日付で千葉県騎手会所属）[46] ※2019年3月31日付で引退[54]。
- 森泰斗（山中尊徳厩舎 → 2018年12月24日付で千葉県騎手会所属）[55] ※2024年11月29日付で引退[56]。2025年4月1日付で調教師に転身[57]。
- 石崎駿（米谷康秀厩舎[注釈 2] → 2020年6月1日付で千葉県騎手会所属）[41] ※2023年12月11日付で岡林光浩厩舎所属に再変更[58]。2025年3月31日付で引退、翌4月1日付で調教師に転身[57]。

### 神奈川県騎手会（川崎）所属

#### 現役
- 町田直希（秋山重美厩舎 → 2017年10月1日付で神奈川県騎手会所属）[59]
- 岡村裕基（鈴木義久厩舎 → 2021年4月1日付で神奈川県騎手会所属）[60]
- 山林堂信彦（池田孝厩舎 → 2022年3月21日付で神奈川県騎手会所属）[61]
- 伊藤裕人（原三男厩舎[注釈 4] → 2023年1月2日付で神奈川県騎手会所属）[63]

#### 移籍
- 郷間勇太（鈴木義久厩舎 → 2016年7月25日付で神奈川県騎手会所属）[64] ※2016年8月6日から2017年7月23日まで高知競馬での期間限定騎乗を経て、翌7月24日付で高知・田中譲二厩舎へ移籍[65]。

#### 引退
- 佐藤博紀（山崎尋美厩舎 → 2013年4月15日付で神奈川県騎手会所属）[66] ※2015年3月31日付で引退。翌4月1日付で調教師に転身[67]。
- 森下博（長谷川茂厩舎 → 2015年5月29日付で神奈川県騎手会所属）[68] ※2020年3月31日付で引退[69]。翌4月1日から厩務員として活動[70]。
- 拜原靖之（八木仁厩舎 → 2014年7月22日付で神奈川県騎手会所属）[71] ※2022年3月31日付で引退。翌4月1日付で調教師補佐に転向[72]。
- 阪上忠匡（村田六郎厩舎 → 2021年10月11日付で神奈川県騎手会所属）[73] ※2022年3月31日付で引退[74]。
- 酒井忍（八木仁厩舎 → 2012年6月4日付で神奈川県騎手会所属）[75] ※2022年11月30日付で引退。翌12月1日付で調教師に転身[76]。

### 埼玉県騎手会（浦和）所属

#### 現役
- 岡田大（薮口一麻厩舎 → 2022年11月1日付で埼玉県騎手会所属）[77]

#### 厩舎所属に再変更
- 見越彬央（酒井一則厩舎 → 2021年11月15日付で埼玉県騎手会所属）[78] ※2024年8月1日付で小久保智厩舎所属に再変更[79]。
- 保園翔也（山越光厩舎[注釈 5] → 2023年9月3日付で埼玉県騎手会所属）[81] ※2025年4月1日付で野口寛仁厩舎所属に再変更[82]。

### 兵庫県騎手会（園田・西脇）所属

#### 現役
- 廣瀬航（園田・國澤利照厩舎 → 2022年4月22日付で兵庫県騎手会所属）[2][83]
- 川原正一（園田・住吉朝男厩舎[注釈 6] → 2022年7月20日付で兵庫県騎手会所属）[85]

## 騎手会所属騎手になるための要件

### 南関東地区
- 南関東地区4競馬場の何れかの騎手会の会員である者
- 満25歳以上である者
- 南関東地区所属騎手として、継続して満3年以上の騎乗経験を有する者（南関東所属騎手として、他地区地方競馬等で期間限定騎乗を行った期間を含める）
- 通算50勝以上の成績を有する者

### 兵庫県騎手会
- 兵庫県競馬組合所属であること[2]
- 満25歳以上であること[2]
- 兵庫県競馬組合所属として、他地区の期間限定騎乗を含めて3年以上継続して騎乗経験があること[2]
- 通算100勝以上の成績を有していること[2]